# طائر النو كيرغولن
طائِر النّوّ كيرغولن (الاسم العلمي: Aphrodroma brevirostris)، طائر صغير القد ذو لون رمادي (طوله 36 سم) من فصيلة الطيور النوية. تم وصف هذا النوع على أنه "تصنيف شاذ"، وضع لفترة طويلة في Pterodroma (طائر النو النعري) قبل أن يوضع في جنس خاص به عام 1942 (Aphrodroma).